# Kapten Grogg skall fiska
Kapten Grogg ska fiska är en svensk animerad komedifilm från 1921 i regi av Victor Bergdahl. Filmen var den tolfte i en serie filmer om Kapten Grogg.